# 喜久家
株式会社喜久家（きくや、英: KIKUYA Co., LTD）は、岐阜県岐阜市に本社を置くパチンコホールのチェーン事業を行う企業。

## 概要
1952年に設立。戦後復興の中、世の中が娯楽への関心を高めている折に旅館業からパチンコ店経営に移行。
「キクヤ」の店名で岐阜県を中心に愛知県、更には関東でも店舗を展開している。

## 事業所
- 岐阜本社：岐阜県岐阜市神田町9-16 喜久家ビル8F
- 名古屋本部：名古屋市中村区名駅4-6-23 第三堀内ビル8F
- 東京本部：東京都中央区京橋2-8-1 八重洲中央ビル2F

## 店舗
岐阜
- キクヤ本店
- キクヤ穂積店
- キクヤ島店
- キクヤ長良店

愛知
- キクヤ春日井店

東京
- キクヤ昭島店

千葉
- キクヤ千葉店

埼玉
- キクヤ戸田店